# 可樂果 (餅乾)

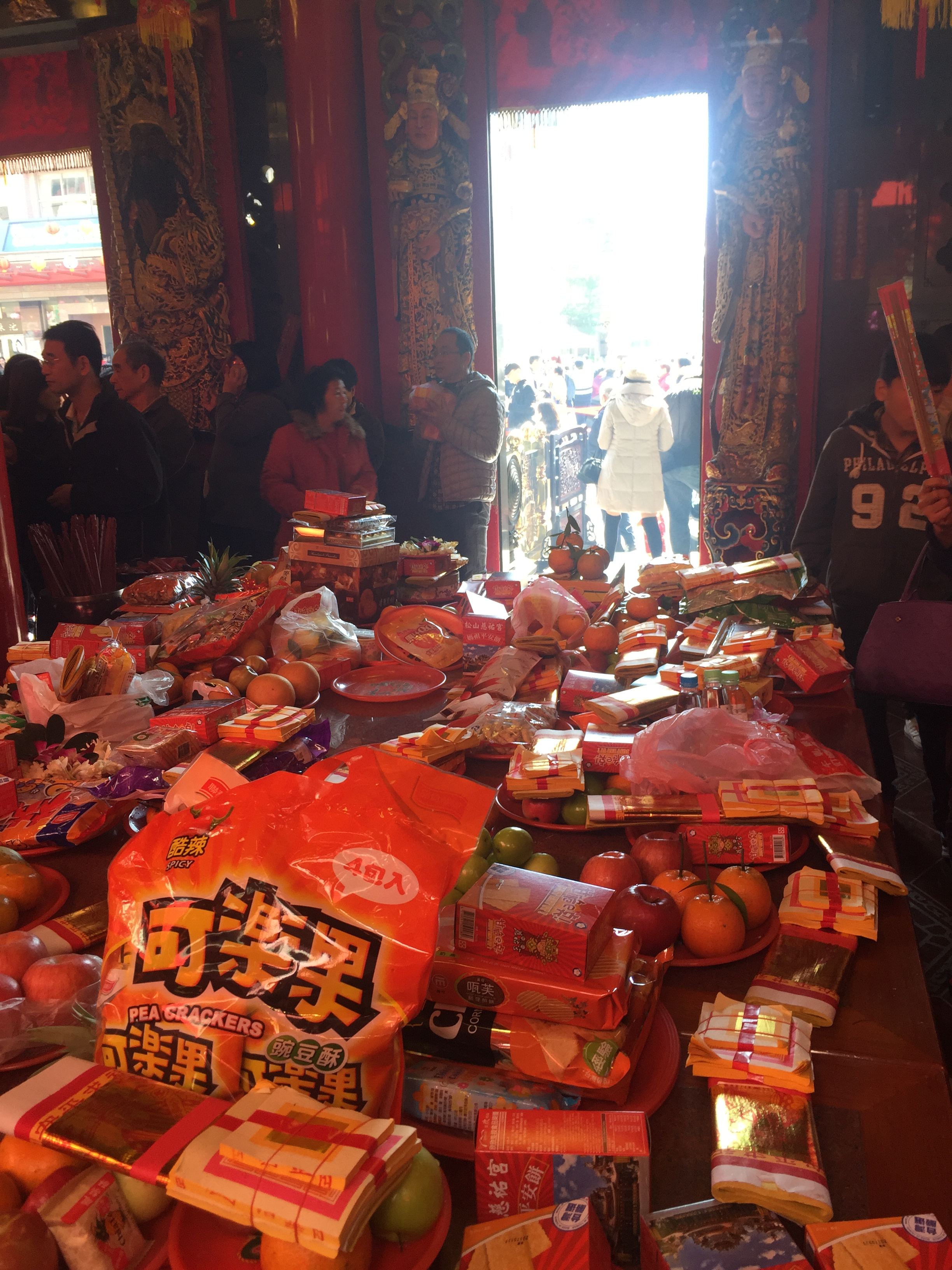
松山慈祐宮正殿供桌上的各色供品。左下角為聯華食品可樂果豌豆酥酷辣口味4包入。

可樂果是聯華食品的產品。

## 歷史
1970年，李國衡用自己買的製麵機壓出不同材料的油炸前半成品，發現蠶豆為主的原料擠壓成螺旋狀再油炸後非常酥脆，並在迪化街開始販售，然後很快在臺北各地傳開。1971年以「可樂果」為品牌名在臺灣上市。1976年李國衡病逝，公司由其長子李開源接手。之後公司擴張市場，並且得到了成功。1977年，為了精進口感，將主成分改為豌豆。

## 產品列表

### 經典系列
- 可樂果古早味
- 可樂果原味
- 可樂果酷辣口味

### 人氣系列
- 可樂果山葵(哇沙米)口味
- 可樂果九層塔口味
- 可樂果香椿口味
- 可樂果檸檬玫瑰鹽口味
- 可樂果海苔鹽之花口味
- 可樂果超激辣口味
- 可樂果蒜片炒蟹口味

### JUMBO系列
JUMBO系列為「變大顆的經典螺旋造型可樂果」。
- 可樂果JUMBO原味可樂果
- JUMBO酷辣口味
- 可樂果JUMBO正港蒜味呷大包

### MiNi系列
可樂果MiNi將經典可樂果的尺寸縮小成只有原來的1/4。
- 可樂果MiNi原味
- 可樂果MiNi檸檬辣雞翅口味
- 可樂果MiNi香脆麵口味

### 捲捲酥
- 可樂果捲捲酥酥炸雞腿口味
- 可樂果捲捲酥麻辣鍋口味
- 可樂果捲捲酥醬烤魷魚口味

### 米穀酥 (臺東限定)
- 可樂果米穀酥麻辣口味
- 可樂果米穀酥蒜味

## 外部連結
- 可樂果
- 聯華食品e購網
- 可樂果 - LINE 官方帳號
- 可樂果同樂會的Facebook專頁
- 可樂果的Instagram帳戶
- YouTube上的可樂果頻道